# Kangourous de Pessac
I Kangourous de Pessac sono una squadra di football americano di Pessac, in Francia, fondata nel 1985.

## Dettaglio stagioni

### Tornei nazionali

#### Campionato

##### Division Élite
| Stagione | regular season | regular season | regular season | regular season | regular season | regular season | playoff | playoff | playoff | playoff | playoff | playoff    | playoff                      |
|          | Vin            | Par            | Per            | Tot            | PF             | PS             | Vin     | Per     | Tot     | PF      | PS      | risultato  | avversaria                   |
| -------- | -------------- | -------------- | -------------- | -------------- | -------------- | -------------- | ------- | ------- | ------- | ------- | ------- | ---------- | ---------------------------- |
| 2013     | 5              | 0              | 5              | 10             | 151            | 133            | -       | -       | -       | -       | -       | -          | -                            |
| 2014     | 1              | 0              | 7              | 8              | 82             | 349            | 0       | 1       | 1       | 22      | 37      | Retrocessi | Argonautes d'Aix-en-Provence |
| Totale   | 6              | 0              | 12             | 18             | 233            | 482            | 0       | 1       | 1       | 22      | 37      |            |                              |

Fonti: Enciclopedia del Football - A cura di Massimo Mezzetti

##### Deuxième Division
| Stagione | regular season | regular season | regular season | regular season | regular season | regular season | playoff | playoff | playoff | playoff | playoff | playoff   | playoff    |
|          | Vin            | Par            | Per            | Tot            | PF             | PS             | Vin     | Per     | Tot     | PF      | PS      | risultato | avversaria |
| -------- | -------------- | -------------- | -------------- | -------------- | -------------- | -------------- | ------- | ------- | ------- | ------- | ------- | --------- | ---------- |
| 2017     | 3              | 0              | 6              | 9              | 113            | 175            | -       | -       | -       | -       | -       | -         | -          |
| 2018     | 5              | 0              | 5              | 10             | 133            | 117            | -       | -       | -       | -       | -       | -         | -          |
| Totale   | 8              | 0              | 11             | 19             | 246            | 292            | -       | -       | -       | -       | -       |           |            |

Fonti: Enciclopedia del Football - A cura di Massimo Mezzetti

### Tornei locali

#### Conference Ouest
| Stagione | regular season | regular season | regular season | regular season | regular season | regular season | playoff | playoff | playoff | playoff | playoff | playoff          | playoff             |
|          | Vin            | Par            | Per            | Tot            | PF             | PS             | Vin     | Per     | Tot     | PF      | PS      | risultato        | avversaria          |
| -------- | -------------- | -------------- | -------------- | -------------- | -------------- | -------------- | ------- | ------- | ------- | ------- | ------- | ---------------- | ------------------- |
| 1997     | -              | -              | -              | -              | -              | -              | 2       | 0       | 2       | 46      | 22      | Campioni         | Firebirds de Nantes |
| 2002     | 4              | 0              | 0              | 4              | 114            | 12             | 2       | 1       | 3       | 34      | 38      | Ouest Bowl       | Dockers de Nantes   |
| 2004     | 1              | 2              | 1              | 4              | 47             | 24             | 0       | 1       | 1       | ?       | ?       | Quarti di finale | Dockers de Nantes   |
| Totale   | 5              | 2              | 1              | 8              | 161            | 36             | 4       | 2       | 6       | 80+?    | 60+?    |                  |                     |

Fonti: Enciclopedia del Football - A cura di Massimo Mezzetti

### Riepilogo fasi finali disputate
| Anno              | Luogo | Evento            | Fase del torneo      | Incontro                                            | Risultato    |
| 25 maggio 1997    |       | Conference Ouest  | Ouest Bowl           | Kangourous de Pessac - Firebirds de Nantes          | 14 - 8       |
| 26 maggio 2002    |       | Conference Ouest  | Ouest Bowl           | Dockers de Nantes - Kangourous de Pessac            | 24 - 0       |
| 6 giugno 2004     |       | Conference Ouest  | Quarti di finale     | Dockers de Nantes - Kangourous de Pessac            | v - p d.g.s. |
| 25-26 giugno 2011 |       | Deuxième Division | Spareggio promozione | Dauphins de Nice - Kangourous de Pessac             | 15 - 8       |
| 9 giugno 2012     |       | Deuxième Division | Spareggio promozione | Argonautes d'Aix-en-Provence - Kangourous de Pessac | 0 - 16       |
| 15 giugno 2014    |       | Division Élite    | Playout              | Kangourous de Pessac - Argonautes d'Aix-en-Provence | 22 - 37      |

## Palmarès
- 1 Casco d'Oro (2012)
- 1 Casco d'Argento (2008)
- 1 Ouest Bowl (1997)
- 1 Campionato francese juniores (2018)